# N-nitrozo-dietil-amin
Az N-nitrozo-dietil-amin a nitrózaminok közé tartozó karcinogén és mutagén szerves vegyület. Megtalálható a dohányfüstben.
A WHO a rákkeltő anyagok 2A csoportjába sorolja (valószínűleg humán karcinogén), a dohányfüst egyik alkotója.

## Fordítás
Ez a szócikk részben vagy egészben  a   N-Nitrosodiethylamine című angol Wikipédia-szócikk ezen változatának fordításán alapul.  Az eredeti cikk szerkesztőit annak laptörténete sorolja fel. Ez a jelzés csupán a megfogalmazás eredetét és a szerzői jogokat jelzi, nem szolgál a cikkben szereplő információk forrásmegjelöléseként.